# Rüdenberg (Lausitzer Bergland)
Der Rüdenberg  ist ein 444 m ü. NHN hoher Berg im Lausitzer Bergland westlich von Putzkau und nordwestlich von Oberottendorf im Landkreis Sächsische Schweiz-Osterzgebirge in Sachsen.

## Geographie
Der Rüdenberg liegt zwischen der Gemeinde Bischofswerda im Nordosten sowie Putzkau im Osten, Oberottendorf im Süden und Großdrebnitz im Westen. Westlich fließt der Weickersdorfer Bach vorbei, der nordwestlich des Berges nachdem er etwa 7 kleine angestaute Teiche passiert hat, in den Großdrebnitzer Bach mündet.

## Sehenswertes
Der dicht bewaldete Gipfel bietet eine Sitzbank. Auf dem umliegenden Gelände des Berges befinden sich zahlreiche Wegsteine, eine Wanderhütte, kurfürstliche Forstgrenzsteine und 2 markante Steingebilde.
Diese sind der Katzenstein am Mittelweg (rote Punktmarkierung) und der sogenannte Teufelsstein, von dem angenommen wird, dass er ein Sonnenheiligtum ist. Dieser befindet sich am (nicht markierten) Lärchenweg.